# Shadow Tower Abyss
Shadow Tower Abyss es un videojuego de rol desarrollado y publicado por la empresa desarrolladora FromSoftware para la plataforma PlayStation 2. El juego es la secuela de Shadow Tower y cuenta con mecánicas y elemenos que aparecen en títulos como Demon's Souls y en la serie King's Field. Shadow Tower Abyss fue anunciado el 22 de agosto de 2001 y salió a la venta en Japón el 23 de octubre de 2003. Una versión en inglés estaba siendo desarrollada por la empresa Agetec, pero el proyecto fue cancelado por Sony Computer Entertainment of America (SCEA), la empresa que publicaba el juego, antes de ser completada.

## Jugabilidad
Shadow Tower Abyss se juega en perspectiva de primera persona y requiere que el jugador navegue a través de una serie de catacumbas, cavernas y pasillos al aire libre en un esfuerzo por ascender una torre. Hay numerosas regiones dentro de la ciudadela, incluidos bosques subterráneos, cavernas infernales, cascadas y cámaras similares a templos. Durante la exploración, el jugador se encuentra con una variedad de personajes amigables y agresivos y puede recolectar llaves, armaduras y centenares de tipos armas diferentes. Adicionalmente, el juego permite utilizar equipar armas a la vez, un detalle gracias al cual los jugadores pueden cambiar fácilmente entre una pistolas armas físicas. A diferencia de Shadow Tower, la secuela no cuenta con un modo multijugador.
El mundo del juego está poblado por un total de 68 tipos de monstruos y personajes no jugadores, quienes "parecen tener horarios y actividades regulares, que ocurren independientemente de las acciones [de uno], como por ejemplo quemar una hoguera y hablar entre ellos". La mayoría de personajes son agresivos y atacan al protagonista al solo verlo, mientras que otros aportan información y sirven para avanzar la trama. Durante las batallas, los jugadores pueden cortar segmentos del cuerpo de una criatura con cuchillos y decapitarlos con disparos cuidadosamente apuntados de su arma de fuego. Incluso, las alas de los combatientes aéreos pueden recibir disparos con un rifle de francotirador, provocando que caigan al suelo al ser impactados. Además, la Inteligencia Artificial (IA) del juego hace que los oponentes a menudo huyan del jugador cuando están heridos.
Como es habitual en varios juegos del género de rol, Shadow Tower Abyss presenta un sistema de desarrollo de personajes orientado a las estadísticas. Sin embargo, el protagonista no gana puntos de experiencia, sino que "mejora" al destruir a los numerosos habitantes de la torre y cosechar sus almas. De esta forma, con el tiempo el jugador se irá haciendo cada vez más fuerte y causará comparativamente más daño. Esta mecánica de "crecimiento" también se encuentra en el juego predecesor y sirve para animar a los jugadores a explorar tanto como sea posible. Los puntos de vida, que representan la fuerza vital del jugador, y los puntos mágicos, que son utilizados para lanzar hechizos mágicos, están determinados por atributos mentales y físicos adicionales. La vitalidad, por ejemplo, afecta directamente a la cantidad de puntos de vida, mientras que la Fuerza influye en el peso máximo que se puede transportar. Los atributos de Romper, Perforar y Cortar determinan el daño causado por el arma cuerpo a cuerpo correspondiente, ya sea un martillo, una daga o un hacha. Además, ciertos objetos otorgan bonificaciones permanentes o temporales a los atributos del jugador. Una cápsula de alma, por ejemplo, otorga al jugador veinte puntos adicionales para cualquier atributo, mientras que el símbolo de los elementos aumenta la estadística de elementos mágicos en un cincuenta por ciento durante un breve período.
Aunque hay armas de fuego repartidas por todo el juego, la munición es escasa, mientras que las distintas armas de cuerpo a cuerpo tienen durabilidad limitada. Si el jugador usa su hacha excesivamente, por ejemplo, ésta acabará deteriorándose hasta el punto de romperse. Si bien se pueden encontrar armas de reemplazo en contenedores y obtener otra de los cadáveres, el juego cuenta con varias tiendas, cada una de las cuales está representada por estructuras cristalinas brillantes: Comerciantes (verde), Herreros (violeta) y Curanderos (rojo). Los 'cunes' son la unidad monetaria del juego y normalmente se obtienen de los cadáveres. Además, hay puntos de guardado, que están representados por un cristal cian.

## Argumento
El juego se desarrolla dentro de la torre que aparece por primera vez en Shadow Tower y cuenta con el regreso de varios personajes no jugadores conocidos. El protagonista, un explorador, está en busca de una lanza arcana que se cree que dio grandes poderes al gobernante del reino, fallecido hace mucho tiempo, y que marcó el comienzo de una era de gran prosperidad. Lo que queda hoy del reino está en gran parte cubierto por un bosque, a excepción de una enorme torre. Una vez dentro de esta estructura, el protagonista se encuentra con un misterioso anciano, que lo atrapa dentro y lo obliga a subir hasta lo más alto de la misma para poder escapar.

## Desarrollo
Tres años después del lanzamiento de su predecesor, FromSoftware anunció Shadow Tower Abyss en 2001 y presentó el sitio web del juego el 13 de diciembre de 2002. Una versión de demostración, presentada en el Tokyo Game Show entre el 26 y el 28 de septiembre de 2003, sugirió que el desarrollo estaba casi terminado. Shadow Tower Abyss fue el único juego de rol en el catálogo de FromSoftware en dicha presentación, y otros proyectos de la compañía en ese momento incluían Otogi: Myth of Demons, Kuon, Armored Core: Nexus y Echo Night: Beyond .  
Si bien el lanzamiento japonés de Shadow Tower Abyss continuó según lo planeado, la versión en inglés se canceló durante la etapa de localización. Mark Johnson, productor de la empresa Agetec, que estaba trabajando en la localización del título, anunció la cancelación en el sitio web de Sony Computer Entertainment of America (SCEA) y afirmó que "en su mayor parte, la localización se completó, exceptuando el empaque y el manual". Según Johnson, Sony había expresado su preocupación por las bajas ventas previstas fuera de su mercado local, dado que Shadow Tower Abyss se había ubicado en el puesto 14 de ventas en Japón en la semana de su lanzamiento y sólo se vendieron 12 908 unidades en dicho país en el período del 20 al 26 de octubre de 2003. SCEA también estaba preocupada por la calidad visual del juego en comparación con sus rivales contemporáneos dentro del género de rol en primera persona. Johnson continuó diciendo que la cancelación fue "de lejos lo más difícil de aceptar para mí e hice todo lo posible para luchar por su lanzamiento". Una petición presentada ante SCEA para lanzar el título en el extranjero no tuvo éxito.

## Recepción
La revista de juegos japonesa Famitsu le dio a Shadow Tower Abyss una puntuación de 30 sobre 40.

## Legado
En 2009, FromSoftware revisitó el género de rol de fantasía oscura en el aclamado videojuego Demon's Souls, para la PlayStation 3 (PS3). Al igual que Shadow Tower Abyss, Demon's Souls se centra en la recolección de almas de los muertos como medio para desarrollar las estadísticas y el equipamiento del personaje. Del mismo modo que ocurrió con Abyss, Sony una vez más se negó a publicar Demon's Souls en el extranjero y, en su lugar, los derechos de publicación para el lanzamiento estadounidense fueron obtenidos por Atlus. El juego fue un éxito en ventas en Japón y vendió 39 689 durante su primera semana, mientras que en Estados Unidos vendió 150 000 unidades hasta octubre de 2009 y 250 000 hasta mediados de marzo de 2010. Dado su desempeño en el extranjero, Yeonkyung Kim, un empleado de Sony responsable de la localización, comentó que la decisión de la compañía de no publicar Demon's Souls a nivel mundial había sido un error, y que el juego debería haber "salido como un título propio" de la compañía. Como sucesor espiritual de Shadow Tower Abyss y de la serie King's Field, el juego recibió múltiples galardones y obtuvo una puntuación de 89 en Metacritic.